# قبلة في لبنان (فلم)
قبلة في لبنان فيلم مصري تم إنتاجه عام 1945، إخراج أحمد بدرخان وبطولة أنور وجدي ومديحة يسري.

## فريق العمل
- أنور وجدي
- مديحة يسري
- سليمان نجيب
- محمد فوزي
- زينب صدقي
- فؤاد شفيق
- فردوس محمد
- هاجر حمدي

## وصلات خارجية
- مقالات تستعمل روابط فنية بلا صلة مع ويكي بيانات

1. ↑  "معلومات عن قبلة في لبنان (فيلم) على موقع imdb.com". imdb.com. مؤرشف من الأصل في 2017-02-08.
2. ↑  قبلة في لبنان (فلم) في قاعدة بيانات الأفلام العربية
3. ↑  "معلومات عن قبلة في لبنان (فيلم) على موقع csfd.cz". csfd.cz. مؤرشف من الأصل في 2019-12-12.